# Línia evolutiva de Chikorita
Aquesta línia evolutiva de Pokémon inclou Chikorita, Bayleef i Meganium.

## Chikorita
Chikorita és una de les espècies que apareixen a la franquícia Pokémon. És de tipus planta i evoluciona a Bayleef. Amb la fulla que té al cap pot desprendre una aroma molt agradable per a l'olfacte humà. Els seus atacs més destacats són Razor Leaf, Fuet Liana i Sweet Scent.

## Bayleef
Bayleef és una de les espècies que apareixen a la franquícia Pokémon. És de tipus planta i evoluciona de Chikorita. Evoluciona a Meganium. Amb la fulla que té al cap pot desprendre una aroma molt agradable per a l'olfacte humà. Els atacs més destacats són:"Hoja afilada","Latigo cepa","Dulce aroma" i "Golpe cuerpo". Els bulbs que té al coll floreixen en evolucionar.

## Meganium
Meganium és una de les espècies que apareixen a la franquícia Pokémon. És de tipus planta i evoluciona de Bayleef. La fulla del cap s'ha transformat en dues antenes, amb el seu alè pot reanimar plantes seques o mortes. Els atacs més destacats són:"Hoja afilada","Latigo cepa","Dulce aroma","Golpe cuerpo" i "Sintesís". 